# Puamau
Puamau est une ancienne commune au fond de la baie Puamau,  sur la côte Est de l’île d’Hiva Oa, de la commune d’Hiva Oa, située dans les îles Marquises, en Polynésie française.